# Cryptocarya sumbawaensis
Cryptocarya sumbawaensis är en lagerväxtart som beskrevs av André Joseph Guillaume Henri Kostermans. Cryptocarya sumbawaensis ingår i släktet Cryptocarya och familjen lagerväxter. Inga underarter finns listade i Catalogue of Life.